# Invisible Touch
| Recensione | Giudizio |
| ---------- | -------- |
| AllMusic   |          |

Invisible Touch è il tredicesimo album in studio del gruppo musicale britannico Genesis, pubblicato il 6 giugno 1986 dalla Atlantic Records e dalla Charisma Records.
L'album divenne rapidamente il maggior successo commerciale del gruppo, vendendo oltre 15 milioni di copie in tutto il mondo. Produsse inoltre cinque singoli di successo negli Stati Uniti, tutti arrivati nei primi 5 posti della classifica; la title track in particolare fu l'unico singolo nella carriera dei Genesis a raggiungere il primo posto oltreoceano.

## Descrizione
Invisible Touch è stato registrato dopo un periodo di pausa per i Genesis, durante il quale Mike Rutherford formò il gruppo Mike + The Mechanics, Tony Banks lavorò all'album Soundtracks, e Phil Collins pubblicò il terzo disco da solista No Jacket Required, che ottenne enorme successo e incrementò notevolmente la sua popolarità in tutto il mondo. Nonostante alcune voci che volevano il gruppo prossimo allo scioglimento, i tre membri si ritrovarono nel loro studio personale nel Surrey per lavorare al nuovo album dei Genesis.
Secondo quanto affermato dagli autori, il gruppo si ritrovò in studio senza avere alcun materiale scritto specifico, lasciando libero spazio alla creatività e all'improvvisazione per comporre i nuovi brani.
L'album è la definitiva consacrazione pop del gruppo, che si lascia trascinare nelle sonorità elettroniche tipiche degli anni ottanta. Nonostante le critiche dei fan storici, che considerano l'album un mero progetto commerciale, è proprio questa caratteristica ad ampliare il ragguardevole seguito dei Genesis e trasformare Invisible Touch in un successo planetario. Benché singoli come Invisible Touch e Land of Confusion siano di netto sapore pop ed appetibili già dal primo ascolto, l'album non fa mancare alcuni spiragli di progressive come la parte centrale di Tonight, Tonight, Tonight dove le tastiere tornano a spadroneggiare, oppure Domino altro brano la cui lunghezza (ben dieci minuti) non si sposa affatto con le leggi restrittive delle emittenti radio, e ancora la strumentale The Brazilian.
L'album ha raggiunto la posizione n. 1 delle classifiche nel Regno Unito, in Canada e Nuova Zelanda, la n. 2 in Germania e nei Paesi Bassi, la n. 4 negli Stati Uniti, in Norvegia e in Svizzera, la n. 5 in Austria, la n. 6 in Italia e la n. 8 in Francia. Molto successo ebbero anche i cinque singoli estratti dall'album: Invisible Touch (prima posizione nella Billboard Hot 100), In Too Deep, Tonight, Tonight, Tonight (terza posizione), Land of Confusion e Throwing It All Away (quarta posizione).
I Genesis divennero il primo gruppo britannico ad aver piazzato con uno stesso album cinque singoli nella top 5 degli Stati Uniti, eguagliando inoltre un record precedentemente detenuto solo da Michael Jackson, Janet Jackson e Madonna. Nel giugno 1987 divennero inoltre la prima band nella storia della musica a restare per un anno intero nella Billboard Hot 100.
All'album seguì l'Invisible Touch Tour che ebbe il suo apice nel luglio 1987 al Wembley Stadium dove, in quattro serate, i Genesis totalizzarono 288.000 spettatori.

## Tracce
Testi e musiche di Genesis.
1. Invisible Touch – 3:27
2. Tonight, Tonight, Tonight – 8:49
3. Land of Confusion – 4:45
4. In Too Deep – 4:58
5. Anything She Does – 4:07
6. Domino – 10:45
7. Throwing It All Away – 3:49
8. The Brazilian (strumentale) – 4:49

## Formazione
- Tony Banks – tastiera, cori
- Phil Collins – batteria, percussioni, voce principale
- Mike Rutherford – chitarra, basso, cori

## Successo commerciale
Invisible Touch ha debuttato al primo posto della Official Albums Chart nel Regno Unito il 21 giugno 1986, mantenendo la vetta per tre settimane consecutive. Negli Stati Uniti ha invece raggiunto il terzo posto della Billboard 200 il 2 agosto 1986. È diventato il maggior successo commerciale dei Genesis, con 85 settimane di permanenza in classifica.
Già prima della pubblicazione, l'album era stato certificato disco di platino dalla British Phonographic Industry (BPI) per le prenotazioni di oltre 300.000 unità. Le vendite sono proseguite fino all'anno successivo, quando hanno raggiunto il triplo platino per le oltre 900.000 copie. Nel dicembre 1989 ha ottenuto il quarto disco di platino per le vendite di oltre 1.2 milioni di copie. Negli Stati Uniti aveva venduto oltre un milione di copie al 7 agosto 1986. Cinque anni dopo, l'album è stato certificato quintuplo disco di platino dalla Recording Industry Association of America (RIAA) per le vendite di oltre cinque milioni di copie. Nel giugno 1996 ha infine raggiunto il sesto disco di platino per la cifra di oltre sei milioni di copie, confermandosi l'album più venduto del gruppo negli Stati Uniti.

## Classifiche

### Classifiche settimanali
| Classifica (1986-2021) | Posizione massima |
| ---------------------- | ----------------- |
| Australia              | 3                 |
| Austria                | 5                 |
| Canada                 | 1                 |
| Finlandia              | 2                 |
| Francia                | 8                 |
| Germania               | 2                 |
| Giappone               | 14                |
| Grecia                 | 16                |
| Italia                 | 6                 |
| Norvegia               | 3                 |
| Nuova Zelanda          | 1                 |
| Paesi Bassi            | 2                 |
| Regno Unito            | 1                 |
| Spagna                 | 26                |
| Stati Uniti            | 3                 |
| Svezia                 | 4                 |
| Svizzera               | 4                 |

### Classifiche di fine anno
| Classifica (1986) | Posizione |
| ----------------- | --------- |
| Australia         | 8         |
| Canada            | 6         |
| Germania          | 18        |
| Italia            | 24        |
| Nuova Zelanda     | 7         |
| Regno Unito       | 14        |
| Stati Uniti       | 40        |
| Svizzera          | 30        |
| Classifica (1987) | Posizione |
| Australia         | 36        |
| Austria           | 30        |
| Canada            | 38        |
| Germania          | 6         |
| Nuova Zelanda     | 17        |
| Paesi Bassi       | 29        |
| Regno Unito       | 18        |
| Stati Uniti       | 10        |